# Jorge Araya (Fußballspieler, 1996)
Jorge Matías Araya Pozo (* 25. März 1996 in Santiago) ist ein chilenischer Fußballspieler. Der defensive Mittelfeldspieler wurde mit dem CSD Colo-Colo zwei Mal chilenischer Meister.

## Karriere

### Verein
Jorge Araya kam bereits mit acht Jahren in die Jugendmannschaft von CSD Colo-Colo. Bei den Albos debütierte Araya 2014 in der Copa Chile, doch erst 2016 schaffte er unter José Luis Sierra den dauerhaften Sprung in den Profikader. Bis 2021 blieb er bei den Albos und wurde ab 2019 an den CD Palestino ausgeliehen. 2022 wechselte Araya zu Deportes Melipilla. Über Trasandino wechselte er im Juli 2023 zum CD Cobreloa, für das er aber nur ein Ligaspiel absolvierte. Im Februar 2024 unterschrieb Araya bei Provincial Ovalle in der Segunda División.

### Nationalmannschaft
Jorge Araya nahm im März 2013 mit der U17-Nationalmannschaft unter Trainer Mariano Puyol an der Südamerikameisterschaft teil und bestritt alle vier Turnierspiele. Chile schied allerdings nach drei Unentschieden und einer Niederlage in der ersten Gruppenphase aus.

## Erfolge
Colo-Colo
- Chilenischer Meister: 2015/16-A, 2017-T
- Chilenischer Pokalsieger: 2016
- Chilenischer Supercup-Sieger: 2017, 2018